# 装甲掷弹兵
裝甲擲彈兵是納粹德國國防軍於二戰期間創立的特有兵種，同時亦是現代軍事中機械化步兵的先驅，而奧地利、瑞士、智利等國更因受德國影響，軍中多称機械化步兵为裝甲擲彈兵。

## 由来
擲彈兵是17世纪中叶欧洲陸軍的一个兵科，最早是指军队中能投擲手榴弹的步兵。由于當時的手榴彈體積重量類似小型砲彈，因此須要在步兵當中挑選臂力過人的士兵才有辦法投擲，再者當時手榴彈十分不穩定，往往尚未扔出去即爆炸。這些士兵在战斗中需要在己方战线的最前面向敌方投掷手榴弹，因此在欧洲军队中将擲彈兵的稱號作为表彰军人英勇战斗表现的荣誉称号，基本上這些擲彈兵是步兵當中的精銳及佼佼者。

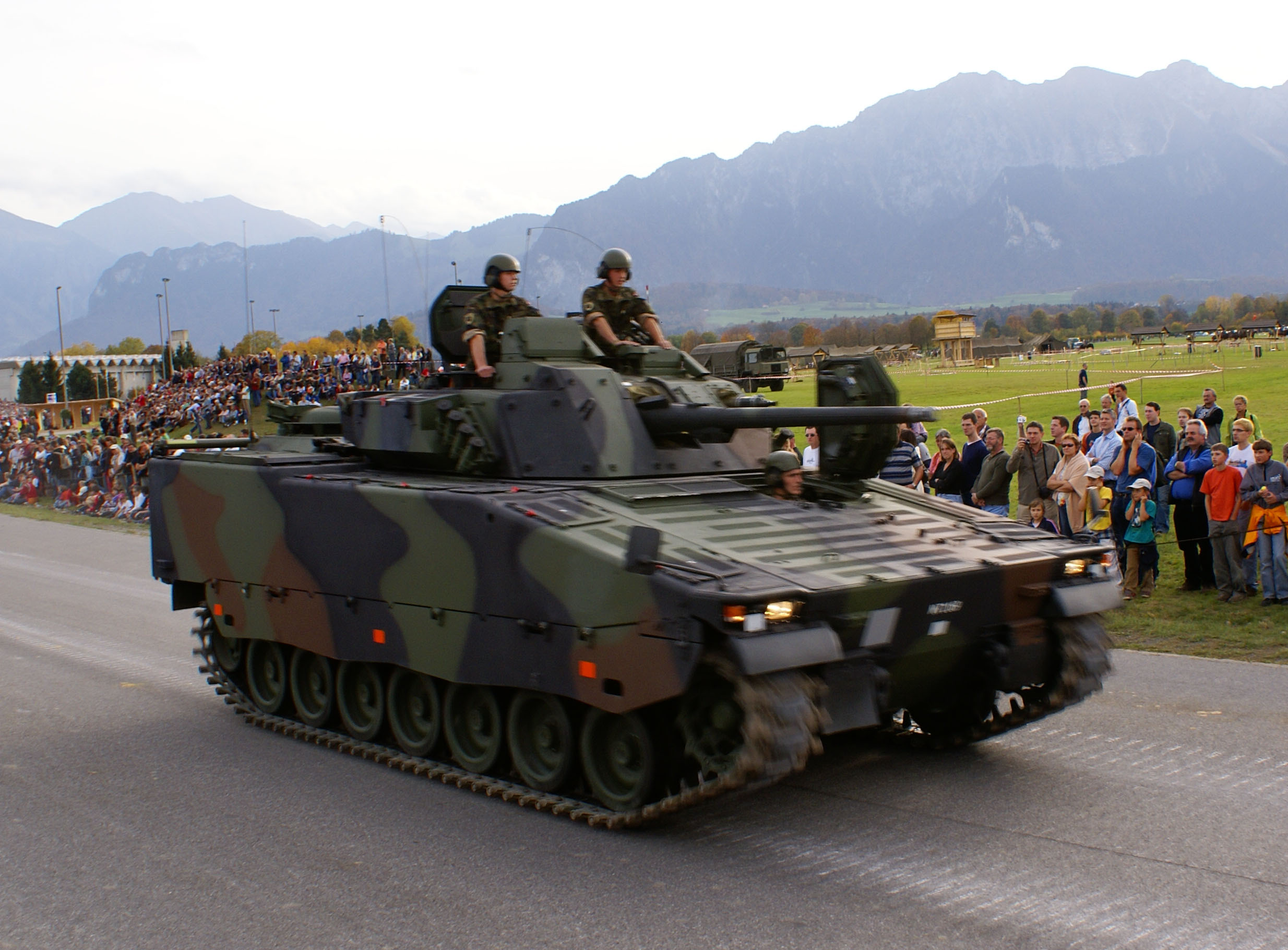
現代瑞士的裝甲擲彈兵配備CV90裝甲戰鬥車

時值二戰蘇德戰爭期間，德軍於東線鏖戰正酣，希特勒本人為鼓舞德军步兵的士气並延續普鲁士军队的传统，於1942年7月5日起下令將德國陸軍裝甲師內的步槍團（Schützen-Regiment）改稱裝甲擲彈兵團（Panzergrenadier-Regiment）。1942年10月15日，步兵師（Infanterie-Division）內的步兵團（Infanterie-Regiment）改稱擲彈兵團（Grenadier-Regiment），同時摩托化步兵師（Infanterie-Division (mot.)）內的摩托化步兵團（Infanterie-Regiment (mot.)）也改稱摩托化擲彈兵團（Grenadier-Regiment (mot.)）。1943年6月23日，摩托化步兵師（Infanterie-Division (mot.)）改稱為裝甲擲彈兵師（Panzergrenadier-Division）。1944年12月1日，裝甲擲彈兵師（Panzergrenadier-Division）內的摩托化擲彈兵團（Grenadier-Regiment (mot.)）改稱為裝甲擲彈兵團（Panzergrenadier-Regiment）。

## 種類
廣義的裝甲擲彈兵泛指納粹德國二戰時成立的所有機械化步兵部隊，包括：
隸屬於裝甲兵科：
- 裝甲師的摩托化步槍旅（Schützen-Brigade）/摩托化步槍團（Schützen-Regiment (mot.)）/機車步槍營（Kradschützen-Bataillon）/裝甲擲彈兵旅/摩托化裝甲擲彈兵團（Panzergrenadier-Regiment (mot.)）/裝甲化裝甲擲彈兵團（Panzergrenadier-Regiment (gp.)）
- 輕裝師的摩托化騎兵步鎗團（Kavallerie-Schützen Regiment (mot.)）/機車步槍營（Kradschützen-Bataillon）
- 摩托化步兵師的機車步槍營（Kradschützen-Bataillon）
- 裝甲擲彈兵師/摩拖化擲彈兵團（Grenadier-Regiment (mot.)）/摩托化裝甲擲彈兵團（Panzergrenadier-Regiment (mot.)）
- 44年裝甲旅的裝甲化裝甲擲彈兵營
- 裝甲擲彈兵旅

隸屬於步兵科：
- 摩托化步兵師（Infanterie-Division (mot.)）/摩托化步兵團（Infanterie-Regiment (mot.)）/摩托化擲彈兵團
- 摩托化擲彈兵旅（Grenadier-Brigade (mot.)）

狹義的裝甲擲彈兵則指第二次世界大戰期間德國所成立的搭乘步兵裝甲車的裝甲化裝甲擲彈兵部隊。

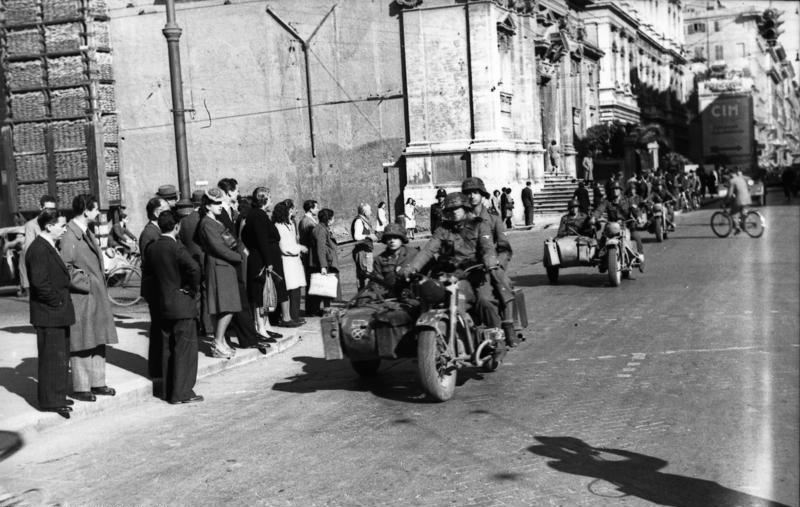
第16SS裝甲擲彈兵師
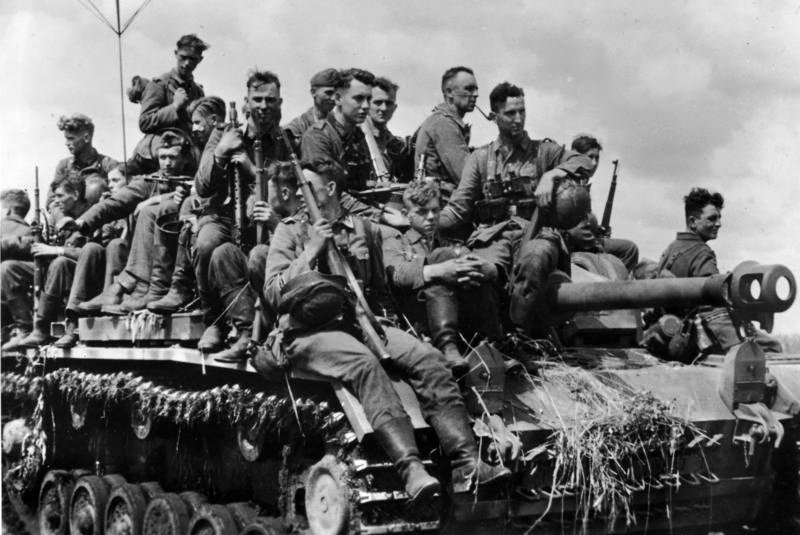
裝甲擲彈兵師「大德意志」
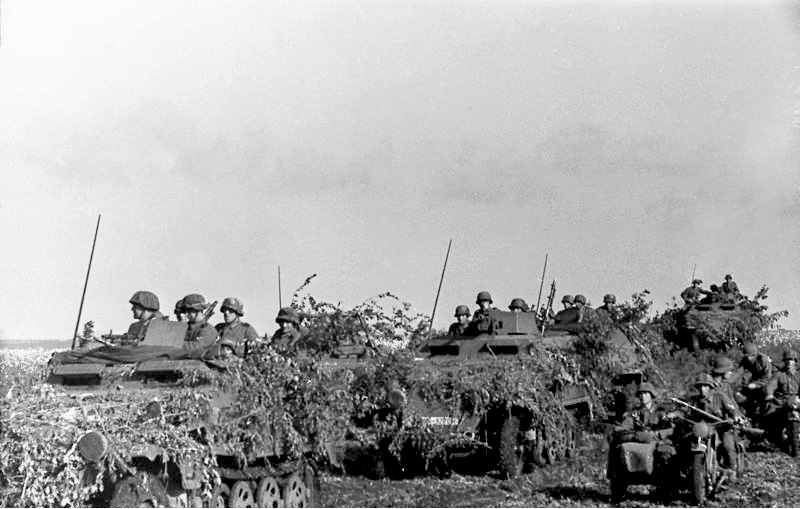
「大德意志」裝甲擲彈兵師

## 作戰方式
装甲擲彈兵主要设定為伴随装甲部队执行军事作战任务，在战斗中为戰車或其他易受直接火力打击的摩托化单位提供步兵战术支援。掷弹兵的活动范围通常在装甲部队行进道路之前，负责搜索以及暴露敌人的主要防御力量之所在，并尽可能地摧毁威胁到本方装甲单位的敌方火力点。防御作战时掷弹兵被认为是重要的机动防御者，通常被用于堵塞敌人装甲矛头突破己方阵地所产生的缺口，或在己方增援赶到之前阻止敌方扩大突破口。反击作战中装甲掷弹兵亦多用于辅助攻击行动，作用是清除或爆破阻碍己方装甲突击力量前进的各种设施。主要装备机枪、步枪、冲锋枪、轻型火砲、掷弹筒、装甲车以及其它装备等。

## 各級部隊
陸軍師級部隊：
- 摩托化步兵師（Infanterie-Division (mot.)）
- 裝甲擲彈兵師（Panzergrenadier-Division）

武裝親衛隊師級部隊：
- 親衛摩托化師（SS-Division (mot.)）
- 親衛裝甲擲彈兵師（SS-Panzergrenadier-Division）

空軍師級部隊：
- 戈林將軍摩托化師（Division General Göring (mot.)）
- 第2傘降裝甲擲彈兵師"赫尔曼·戈林"（2. Fallschirm-Panzergrenadier-Division Hermann Göring）

陸軍旅級部隊：
- 摩托化步槍兵旅（Schützen-Brigade (mot.)）
- 摩托化擲彈兵旅（Grenadier-Brigade (mot.)）
- 裝甲擲彈兵旅（Panzergrenadier-Brigade）

黨衛軍旅級部隊：
- 親衛摩托化旅（SS-Brigade (mot.)）
- 親衛摩托化步兵旅（SS-Infanterie-Brigade (mot.)）
- 親衛裝甲擲彈兵旅（SS-Panzergrenadier-Brigade）
- 親衛摩托化突擊旅（SS-Sturm-Brigade (mot.)）

空軍旅級部隊：
- 戈林將軍摩托化旅（Brigade General Göring (mot.)）

陸軍團級部隊：
- 摩托化步兵團（Infanterie-Regiment (mot.)）
- 摩托化擲彈兵團（Grenadier-Regiment (mot.)）
- 摩托化步槍團（Schützen-Regiment (mot.)）
- 摩托化騎兵步槍團（Kavallerie-Schützen-Regiment (mot.)）
- 裝甲擲彈兵團（Panzergrenadier-Regiment）

黨衛軍團級部隊：
- 親衛摩托化團（SS-Regiment (mot.)）
- 親衛摩托化步兵團（SS-Infanterie-Regiment (mot.)）
- 親衛快速步鎗團（schnelle Schützen-Regiment）
- 親衛裝甲擲彈兵團（SS-Panzergrenadier-Regiment）
- 親衛摩托化擲彈兵團（SS-Grenadier-Regiment (mot.)）

空軍團級部隊：
- 摩托化步槍兵團（Schützen-Regiment (mot.)）
- 摩托化擲彈兵團（Grenadier-Regiment (mot.)）
- 空降裝甲擲彈兵團（Fallschirm-Panzergrenadier-Regiment）

## 二戰編制

### 德国国防军陆军
- 第3裝甲擲彈兵師（3. Panzergrenadier-Division）
- 第10裝甲擲彈兵師（10. Panzergrenadier-Division）
- 第15裝甲擲彈兵師（15. Panzergrenadier-Division）
- 第16裝甲擲彈兵師（16. Panzergrenadier-Division）
- 第18裝甲擲彈兵師（18. Panzergrenadier-Division）
- 第20裝甲擲彈兵師（20. Panzergrenadier-Division）
- 第25裝甲擲彈兵師（25. Panzergrenadier-Division）
- 第29裝甲擲彈兵師（29. Panzergrenadier-Division）
- 第90裝甲擲彈兵師（90. leichte Afrika-Division）
- 大德意志裝甲擲彈兵師（Panzergrenadier-Division „Großdeutschland“）
- 布蘭登堡裝甲擲彈兵師（Brandenburg (Spezialeinheit)）
- 統帥堂裝甲擲彈兵師（Panzergrenadier-Division „Feldherrnhalle“）
- 選侯國裝甲擲彈兵師（Panzergrenadier-Division Kurmark）
- 元首護衛師（Führer-Begleit-Bataillon）[1]
- 元首擲彈兵師（Führer-Grenadier-Division）

### 德国国防军空軍
- 第2傘降裝甲擲彈兵師「赫爾曼·戈林」（Fallschirm-Panzergrenadier Division 2 Hermann Göring）

### 武装党卫军
- 第4親衛隊警察裝甲擲彈兵師（4. SS-Polizei-Panzergrenadier-Division）
- 第11親衛隊志願裝甲擲彈兵師「北地」（11. SS-Freiwilligen-Panzergrenadier-Division „Nordland“）
- 第16親衛隊裝甲擲彈兵師「黨衛隊全國領袖」（16. SS-Panzergrenadier-Division "Reichsführer SS"）
- 第17親衛隊裝甲擲彈兵師「古茲·馮·伯利辛根」（17. SS-Panzergrenadier-Division „Götz von Berlichingen“）
- 第18親衛隊志願裝甲擲彈兵師「霍斯特·維瑟爾」（18. SS-Freiwilligen-Panzergrenadier-Division „Horst Wessel“）
- 第23親衛隊志願裝甲擲彈兵師「尼德蘭第一」（23. SS-Freiwilligen-Panzergrenadier-Division „Nederland“ (niederländische Nr. 1)）

還有7個改編為武装党卫军裝甲師的裝甲擲彈兵師：
- 第1親衛隊裝甲擲彈兵師「希特勒警衛旗隊」（1. SS-Panzergrenadier-Division "Leibstandarte-SS Adolf Hitler"）
- 第2親衛隊裝甲擲彈兵師「帝國」（2. SS-Panzergrenadier-Division "Das Reich"）
- 第3親衛隊裝甲擲彈兵師「骷髏」（3. SS-Panzergrenadier-Division "Totenkopf"）
- 第5親衛隊裝甲擲彈兵師「維京」（5. SS-Panzergrenadier-Division "Wiking"）
- 第9親衛隊裝甲擲彈兵師「霍亨斯陶芬」（9. SS-Panzergrenadier-Division "Hohenstaufen"）
- 第10黨衛隊裝甲擲彈兵師「弗倫茲貝格」（10. SS-Panzer-Division „Frundsberg“）
- 第12親衛隊裝甲擲彈兵師「希特勒青年團」（12. SS-Panzergrenadier-Division "Hitlerjugend"）

相當於親衛隊裝甲擲彈兵師的親衛隊志願擲彈兵師：
- 第27親衛隊志願擲彈兵師「朗格馬克」（27. SS-Freiwilligen-Grenadier-Division „Langemarck“ (flämische Nr. 1)）
- 第28親衛隊志願擲彈兵師「瓦隆」（28. SS-Freiwilligen-Panzergrenadier-Division „Wallonien“）

## 外部連結
- Panzergrenadier （页面存档备份，存于）

1. ↑  Chris Bishop: ''Panzergrenadierdivisionen der Deutschen Wehrmacht 1939–1945'', 1. Auflage bei VDM, Zweibrücken 2008.